# Eulogi d'Alexandria
Eulogi d'Alexandria (grec antic: Ευλόγιος) (Síria, segle vi - Alexandria, 608) va ser patriarca d'Alexandria entre els anys 580 i 608. És venerat com a sant per diverses confessions cristianes.
Va combatre amb èxit les diverses heretgies difoses llavors a Egipte, especialment el monofisisme. Era amic de Gregori el Gran, amb qui va mantenir correspondència. El papa li va manifestar repetits cops la seva estimació i admiració. Eulogi també defensava la primacia de la seu de Roma. Va ser autor de moltes homilies i tractats teològics i va convocar un Sínode a Alexandria per resoldre les disputes entre els samaritans i els jueus.
Eulogi també es va enfrontar als novacians, a Nestori i Eutiqui davant dels que va reivindicar la unió hipostàtica de les dues naturaleses de Crist. A més d'algunes obres teològiques i un comentari contra diverses sectes dels monofisites (severans, teodosians, caïnites i acèfals), va deixar onze discursos en defensa del papa Lleó I i del Concili de Calcedònia, i una obra contra els agnoetes, que va ser revisada i autoritzada per Gregori el Gran. De les obres, però, només se'n conserven fragments i un sermó.
Va succeir el patriarca Joan IV i fou succeït pel patriarca Teodor I.